# Amor sacre i amor profà
Amor sacre i amor profà (en italià: Amor sacro e amor profano) també anomenat Venus i la donzella, és un llenç a l'oli de Ticià, pintat al voltant de 1515.
La tela recull una escena amb tres figures: dues dones i un nen al voltant d'una font de pedra ricament decorada, situats en un paisatge il·luminat per una posta de sol. Les dones, de bellesa renaixentista, són de similars característiques, i s'ha pensat a vegades que es tracta de la mateixa persona.

## Història del quadre
El quadre va ser encarregat per Nicolò Aurelio, secretari del Consell dels Deu de la República de Venècia, l'escut d'armes de la qual apareix en la font o sarcòfag del centre de la imatge. L'encàrrec coincideix amb el seu matrimoni amb la jove vídua Laura Bagarotto, per la qual cosa va poder ser un regal de noces.
Representa una escena amb una donzella vestida luxosament (probablement de núvia) asseguda al costat de Cupido i sent assistida per la deessa Venus. Diversos detalls suggereixen que la dona és possiblement una núvia: el seu cabell solt decorat amb una corona de murta (planta sagrada de Venus), el vel transparent sobre les seves espatlles, les roses a la mà dreta, i el cinturó (símbol de la castedat). La figura vestida subjecta a les mans un atuell ple d'or i gemmes, que simbolitza l'efímera felicitat de la Terra i la dea, nua, sosté una lampadeta amb la flama cremant de Déu que simbolitza la felicitat eterna del cel. És una escena al·legòrica influïda per la concepció neoplatónica renaixentista, típica de Marsilio Ficino, segons la qual la bellesa terrenal és un reflex de la bellesa celestial i la seva contemplació és un preludi de la seva consecució ultraterrena.
El títol, de caràcter moralista, no va ser donat pel mateix Ticià, sinó que va ser batejat d'aquesta manera almenys dos segles després. Al catàleg Borghese ha tingut diferents noms: Bellesa sense ornament i bellesa ornamentada (1613), Tres amors (1650), Dona divina i profana (1700) i, finalment, Amor sacre i amor profà (1792 i 1833). El primer esment de l'obra amb el nom Amor profà i amor diví es produeix en l'inventari de 1693, encara que els crítics contemporanis desacrediten la teoria que es tracta de les personificacions dels conceptes neoplatònics d'amor sacre i amor profà.
L'obra va ser comprada el 1608 pel mecenes de l'art Scipione Borghese, a causa de la qual cosa actualment s'exhibeix al costat d'altres peces de la col·lecció Borghese en la galeria Borghese a Roma. El 1899, el magnat financer Nathaniel Anselm von Rothschild va realitzar una oferta de compra del llenç per 4 milions de lires que va ser rebutjada.
El 1995 la pintura va ser restaurada, i durant aquest procés es va revelar que el mantell blanc de la figura seminua era originàriament de color vermell.

## Interpretació de l'escena

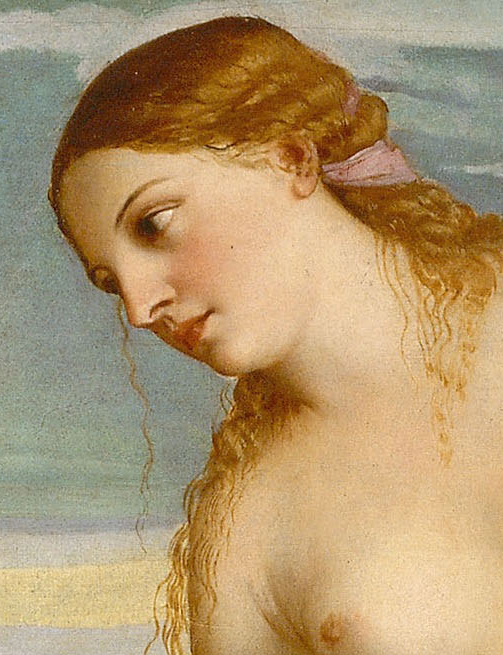
Detall del cap de Venus en Amor sacre i amor profà de Ticià

Sens dubte, la interpretació tradicional dels historiadors, encapçalada per Erwin Panofsky, fa referència a una escena fonamentada en els conceptes del neoplatonisme renaixentista d'amor humà (Venus Vulgaris) en contraposició a l'amor diví (Venus Caelestis). Aquest contrast entre el terrenal i el sublim ha estat emfasitzat per la qualitat moralista del paisatge de fons. En el costat esquerre de l'obra pictòrica, jeu una ciutat fortificada i dues llebres, i en el costat dret s'incorpora al paisatge una església, una llebre perseguida per un gos, i una parella en la gespa en estat de coqueteria. No obstant això, existeixen altres teories sobre el significat del llenç.
L'historiador de l'art alemany Walter Friedländer va indicar les similituds amb l'obra de Francesco Colonna titulada El somni de Polífil i proposa que les dues figures femenines representen Polia i Venus, els dos personatges femenins del conegut romanç de 1499. Suggereix aquest estudiós que va ser l'erudit Pietro Bembo qui va idear aquesta escena al·legòrica. El 1895, el crític Wickloff va indicar que Amor sacre i amor profà està inspirat en l'Argonàutica de Valerio Flac i plasma l'escena en la qual Venus persuadeix Medea. Gerseffeld, per la seva banda, va opinar que podria tractar-se d'un retrat de Violant, la filla de Palma el Vell i amant de Ticià, caracteritzada com la dea romana.